# Europejski Fundusz Społeczny Plus
Europejski Fundusz Społeczny Plus (EFS+) – jest głównym narzędziem finansowym Unii Europejskiej, wspierającym zatrudnienie w państwach członkowskich oraz promującym spójność gospodarczą i społeczną. Wydatki EFS wynoszą około 10% całkowitego budżetu UE. Powstał w 2021 roku przez połączenie istniejącego wcześniej Europejskiego Funduszu Społecznego z Europejskim Funduszem Pomocy Najbardziej Potrzebującym oraz z Europejskim programem na rzecz zatrudnienia i innowacji społecznych (EaSI).
EFS jest jednym z europejskich funduszy strukturalnych i inwestycyjnych, których celem jest zwiększanie spójności społecznej oraz dobrobytu we wszystkich regionach Unii. Fundusze strukturalne są finansowymi narzędziami redystrybucyjnymi, które wspierają spójność społeczną w całej Europie, poprzez koncentrację wydatków w regionach mniej rozwiniętych. EFS przeznacza swe środki w szczególności na tworzenie nowych i lepszych miejsc pracy w UE. Cel ten realizowany jest poprzez współfinansowanie krajowych, regionalnych i lokalnych projektów, które przyczyniają się do zwiększenia stopy zatrudnienia, polepszenia jakości miejsc pracy, a także do poprawy integracji na rynku pracy, na szczeblu krajowym i regionalnym.

## Historia
Europejski Fundusz Społeczny został stworzony na mocy Traktatu Rzymskiego ustanawiającego Europejską Wspólnotę Gospodarczą, podpisanego w 1957 roku. EFS jest więc najstarszym funduszem strukturalnym. Od samego początku głównym celem EFS było zwiększenie poziomu zatrudnienia, ale w miarę upływu lat EFS dostosował nacisk na poszczególne dziedziny, aby stawić czoło nowym wyzwaniom. We wczesnych latach powojennych, EFS skupiał się na zarządzaniu migracjami robotników w Europie. W późniejszym okresie główny nacisk przenosi się na walkę z bezrobociem wśród ludzi młodych i słabo wykwalifikowanych. W obecnym okresie programowania: 2007-2013, EFS kieruje swe wsparcie do ludzi, którzy mają wyjątkowe trudności w znalezieniu pracy: do kobiet, młodzieży, ludzi starszych, migrantów oraz osób niepełnosprawnych. EFS przeznacza ponadto swe środki na pomoc przedsiębiorstwom i pracownikom w przystosowywaniu się do zmian, wspierając nowatorskie rozwiązania w miejscach pracy, uczenie się przez całe życie oraz mobilność pracowników.

## Miejsce EFS wśród polityki i strategii UE
Przewodnią strategią Unii Europejskiej jest Agenda Lizbońska, której celem jest stworzenie w Europie, do 2010 roku, najbardziej dynamicznej i konkurencyjnej gospodarki świata, opartej na wiedzy, zdolnej do trwałego wzrostu, tworzącej coraz większą liczbę lepszych miejsc pracy i zapewniającej większą spójność społeczną oraz ochronę środowiska naturalnego. Cele Agendy Lizbońskiej kształtują priorytety EFS.
Wiele spośród instrumentów finansowych i polityk UE stanowi wsparcie dla Agendy Lizbońskiej. Należy do nich strategia spójności, która ma na celu zmniejszenie różnic gospodarczych i społecznych pomiędzy krajami i regionami UE. Do realizacji tego celu służą środki finansowe (fundusze strukturalne) z budżetu UE – w tym także z EFS, przeznaczone na wsparcie rozwoju społeczno-gospodarczego mniej rozwiniętych regionów.
W związku z potrzebą zwiększenia konkurencyjności gospodarki oraz stopy zatrudnienia, a także w świetle globalizacji i starzenia się społeczeństw, Europejska Strategia Zatrudnienia określa skoordynowane ramy działań dla państw członkowskich w celu ustalenia wspólnych priorytetów i celów w dziedzinie zatrudnienia. Te wspólne priorytety są następnie przekazywane do wytycznych dotyczących zatrudnienia i włączane do Krajowych Programów Reform, przygotowywanych przez poszczególne państwa członkowskie. Alokowane przez państwa członkowskie środki finansowe EFS stanowią wsparcie Krajowych Programów Reform oraz Narodowych Strategicznych Ram Odniesienia, które określają główne priorytety wydatkowania funduszy strukturalnych, jakie otrzymuje każde z państw członkowskich.
Na priorytety wydatkowania EFS ma także wpływ europejska agenda społeczna. Agenda społeczna ma na celu unowocześnienie „europejskiego modelu socjalnego”, poprzez modernizację rynków pracy oraz systemów opieki społecznej, tak, aby umożliwić pracownikom i przedsiębiorstwom korzystanie z możliwości, jakie stwarza międzynarodowa konkurencja, postęp techniczny oraz zmieniające się modele społeczeństwa, jednocześnie roztaczając opiekę nad najbardziej zagrożonymi grupami społecznymi. Na podejmowane obecnie przez EFS inicjatywy ma ponadto wpływ koncepcja „flexicurity”. „Flexicurity” można zdefiniować jako strategię polityczną, która ma na celu, z jednej strony, zwiększenie elastyczności rynków i organizacji pracy oraz stosunków pracowniczych, a z drugiej strony, zapewnienie większej stabilności zatrudnienia i dochodów. Termin „flexicurity” obejmuje nowe podejście do zatrudnienia, które charakteryzuje model typu: „pracować, żeby żyć” w przeciwieństwie do modelu z przeszłości: „pracować, żeby przeżyć”. Koncepcja ta polega na zachęcaniu pracowników, by wzięli odpowiedzialność za swe życie zawodowe, ucząc się przez całe życie, dostosowując się do zmian i akceptując mobilność.

## EFS: określenie strategii
EFS jest koordynowany za pomocą siedmioletnich okresów programowania. Państwa członkowskie, Parlament Europejski i Komisja Europejska negocjują między sobą strategię i budżet EFS. Strategia określa cele wydatkowania środków finansowych EFS. Cele te częściowo lub w całości pokrywają się z zamierzeniami pozostałych funduszy strukturalnych. Cele obecnego okresu programowania są następujące:
Cel „konkurencyjność regionalna i zatrudnienie”: zwiększenie konkurencyjności, zatrudnienia i atrakcyjności inwestycyjnej regionów.
Cel konwergencji: stymulacja wzrostu gospodarczego i zatrudnienia w regionach najsłabiej rozwiniętych. Na ten cel przeznaczone jest ponad 80% wszystkich środków finansowych EFS.
Strategia określa ponadto ogólne osie priorytetowe, czyli działania niezbędne do realizacji powyższych celów, które kwalifikują się do przyznania środków finansowych.

## Jak są przydzielane środki finansowe EFS?
Poziom finansowania z EFS jest różny w poszczególnych regionach w zależności od względnej zamożności regionu. Regiony UE dzieli się na cztery kategorie na podstawie PKB na mieszkańca w regionie w porównaniu ze średnią dla UE (UE z 25 lub 15 państwami członkowskimi) i przypisuje do jednego z dwóch celów.
Cel konwergencji obejmuje:
- regiony konwergencji: z PKB na mieszkańca poniżej 75% średniej dla UE-25;
- regiony pomocy przejściowej „phasing out”: z PKB na mieszkańca powyżej 75% średniej dla UE-25, lecz poniżej 75% średniej dla UE-15.

Cel „konkurencyjność regionalna i zatrudnienie” obejmuje:
- regiony pomocy przejściowej „phasing in”: z PKB na mieszkańca poniżej 75% średniej dla UE-15 (w okresie 2000-2006), lecz powyżej 75% średniej dla UE-15 (w okresie 2007-2013)
- regiony konkurencyjności i zatrudnienia: dotyczy wszystkich pozostałych regionów UE.

W regionach konwergencji współfinansowanie ze środków EFS może wynosić do 85% całkowitego kosztu projektu. W regionach konkurencyjności i zatrudnienia bardziej rozpowszechnione jest współfinansowanie 50% całkowitego kosztu. W zamożniejszych państwach członkowskich środki finansowe z EFS uzupełniają istniejące już, krajowe inicjatywy na rzecz zatrudnienia. W mniej zamożnych państwach członkowskich środki EFS mogą stanowić podstawowe źródło takich inicjatyw.

## Jak jest wdrażany EFS?
Strategia EFS jest definiowana na szczeblu UE, natomiast za wdrażanie środków EFS odpowiedzialne są bezpośrednio państwa członkowskie i ich regiony. Po uzgodnieniu strategii i podziału środków z budżetu następuje etap wspólnego programowania. Państwa członkowskie planują wraz z regionami i Komisją Europejską siedmioletnie programy operacyjne. Programy Operacyjne opisują geograficzny lub tematyczny zakres działań, które będą finansowane.
Państwa członkowskie wyznaczają krajowe instytucje zarządzające EFS, które są odpowiedzialne za wybór projektów, wypłatę środków oraz ocenę postępów i rezultatów projektów. Państwa członkowskie powołują także jednostki monitorująco-kontrolne, których zadaniem jest monitorowanie i weryfikacja zgodności wydatków z rozporządzeniami dotyczącymi EFS.
W Polsce w latach 2007–2013 wydatki z Europejskiego Funduszu Społecznego są realizowane głównie poprzez Program Operacyjny Kapitał Ludzki.

## Projekty EFS
Wdrażanie EFS w terenie odbywa się poprzez projekty, które są zgłaszane i realizowane przez różnego typu organizacje, zarówno z sektora publicznego, jak i prywatnego. Są wśród nich władze krajowe, samorządy regionalne i lokalne, instytucje edukacyjne i szkoleniowe, organizacje pozarządowe (NGO) oraz sektor wolontariatu, jak również partnerzy społeczni, na przykład związki zawodowe i rady zakładowe, przedstawiciele przemysłu i stowarzyszeń zawodowych oraz indywidualne firmy.

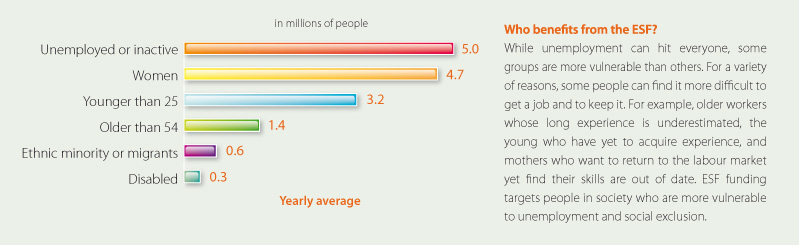

Podobnie zróżnicowani są także ostateczni beneficjenci projektów EFS, na przykład: indywidualni pracownicy, grupy ludzi, sektory przemysłu, związki zawodowe, jednostki administracji państwowej czy też indywidualne firmy. Odrębną grupą docelową są środowiska szczególnie narażone. Dotyczy to ludzi, którzy mają trudności ze znalezieniem pracy lub z otrzymaniem awansu, jak na przykład osoby długotrwale bezrobotne czy kobiety. Warto zaznaczyć, iż ocenia się, że co roku ponad 9 milionów ludzi z grup narażonych otrzymuje pomoc dzięki uczestnictwu w projektach finansowanych z EFS – patrz wykres nr 1.

## Europejski Fundusz Społeczny 2007-2013
Obecny okres programowania EFS, obejmujący lata 2007–2013, przebiega pod hasłem „Inwestycje w kapitał ludzki’. EFS zainwestuje w tym okresie około 75 miliardów euro – czyli blisko 10% budżetu UE – w projekty mające na celu zwiększenie zatrudnienia. Środki finansowe przyznawane są zgodnie z sześcioma priorytetami:

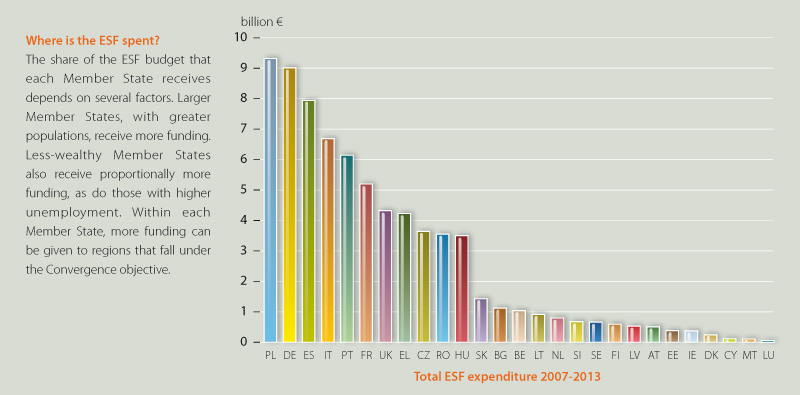

- Poprawa jakości kapitału ludzkiego (34% wszystkich środków)
- Poprawa dostępu do zatrudnienia i równowaga (30%)
- Poprawa zdolności adaptacyjnych pracowników i firm, przedsiębiorstw i przedsiębiorców (18%)
- Poprawa integracji społecznej osób mniej uprzywilejowanych (14%)
- Wzmocnienie zdolności instytucjonalnych na poziomie krajowym, regionalnym i lokalnym (3%)
- Mobilizacja na rzecz reform w obszarze zatrudnienia i integracji (1%)

Realny podział środków w każdym regionie będzie ulegał zmianom w zależności od lokalnych i regionalnych priorytetów. Wszystkie sześć priorytetów odnosi się zarówno do celu konwergencji, jak i do celu konkurencyjności regionalnej i zatrudnienia, przy czym regiony konwergencji kładą zwykle większy nacisk na priorytet „poprawa kapitału ludzkiego”.
Wykres nr 2 ilustruje wysokość wydatków EFS przypadających na każde państwo członkowskie, w okresie 2007-2013.
Redystrybucyjny charakter EFS ilustruje wykres nr 3, przedstawiający wydatki na jedną osobę w każdym z państw członkowskich.

## Europejski Fundusz Społeczny 2014-2020
W okresie programowania 2014-2020 Europejski Fundusz Społeczny koncentrował się na kluczowych priorytetach, takich jak integracja społeczna, poprawa dostępu do rynku pracy oraz zwiększenie jakości i dostępności edukacji. W tym czasie EFS przeznaczył ponad 20% swoich środków na wsparcie młodzieży, szczególnie osób z grup NEET (osoby niepracujące, niekształcące się i nieszkolące się) w regionach o najwyższym wskaźniku bezrobocia młodzieży
Działania EFS na poziomie krajowym dotyczyły:
- cel 8. poprawy aktywności i zdrowia starzejącego się społeczeństwa, wzmocnienie rynku pracy,
- cel 9. zwalczania dyskryminacji,
- cel 10. poprawy jakości, skuteczności i dostępności szkolnictwa wyższego oraz kształcenia zrównoważonego,
- cel 11. inwestowanie oraz efektywne wykorzystanie administracji publicznej.

Natomiast na szczeblu regionalnym:
- cel 8. poprawy dostępu do zatrudnienia szukającym pracy, integracja na rynku pracy, samozatrudnienie, tworzenie nowych miejsc pracy, inwestycja w kapitał ludzki,
- cel 9. integrowania społeczności marginalizowanej, poprawy strategii rozwoju, zwiększeniu dostępności technologii informacyjno-komunikacyjnych i ich wykorzystaniu, inwestowania w e-integrację.

EFS odegrał ważną rolę w reakcji na kryzys związany z pandemią COVID-19. Środki z funduszu zostały przeznaczone na wsparcie usług społecznych, utrzymanie zatrudnienia w sektorach najbardziej dotkniętych pandemią, m.in. poprzez mechanizmy zmniejszonego wymiaru czasu pracy. EFS finansował również ochronę osób najbardziej narażonych na skutki kryzysu, wynagrodzenia pracowników służby zdrowia, a także zakup sprzętu informatycznego i środków ochrony indywidualnej.
Oprócz projektów dotyczących aktywizacji zawodowej istotną rolę odegrały projekty dotyczące uczenia się przez całe życie (w szczególności w kontekście języków obcych i TIK - technologii informacyjno komunikacyjnych). 